# 大桥湖
大桥湖是一个位于中国江西省湖口县的湖泊，面积约为2.2平方千米。